# Рачунарски миш
Миш је спољашњи уређај за унос података рачунара, један од саставних делова данашњег стоног рачунара и функција му је да се помоћу њега помера курсор на екрану монитора.

## Историјат
Рачунарски миш је осмислио Даглас Енгелбарт 60-их година 20. века.
Фирма Епл је 1984. године представила миша у склопу свог рачунара. Тадашњи миш је имао само један тастер и везао се преко, за то посебно направљеног, серијског порта. Механизам који је омогућавао рад је био електромеханички. До 2000. године је овај механизам у потпуности и без измена задржан. Већ 2000. године се појављује нов тип механизма који се заснивао на оптици. Ти мишеви се још називају и оптичким мишевима. Број тастера је еволуирао од једног до 5, па и више. Број тастера се повећавао у складу са захтевима и могућностима оперативног система који је коришћен. Тако у Мајкрософтовом DOS-у се могао користити само један тастер; са појавом Windows 95 се могао користити и други тастер, Windows 98 па надаље користе и трећи тастер (или точкић, који га замењује). 4 и више тастера је направљено првенствено због комфорности у играма.

### Стационарне куглице за праћење
Тракбол, сродни показивачки уређај, изумео је 1946. Ралф Бенџамин као део радарског система за цртање контроле ватре из периода после Другог светског рата под називом Свеобухватан систем приказа (CDS). Бенџамин је тада радио за научну службу британске Краљевске морнарице. Бенџаминов пројекат је користио аналогне рачунаре за израчунавање будуће позиције циљног авиона на основу неколико почетних улазних тачака које је корисник дао џојстиком. Бенџамин је сматрао да је потребан елегантнији уређај за унос и за ту сврху је измислио оно што је названо „котураљка“.
Уређај је патентиран 1947. године, али је направљен само прототип који је користио металну куглу која се котрља на два гумирана точка, а уређај је чуван као војна тајна.
Још једну рану куглу за праћење направио је Кенјон Тејлор, британски инжењер електротехнике који је радио у сарадњи са Томом Кранстоном и Фредом Лонгстафом. Тејлор је био део оригиналног Феранти Канада, радећи на систему DATAR (Digital Automated Tracking and Resolving) Краљевске канадске морнарице 1952. године.
DATAR је по концепту био сличан Бенџаминовом приказу. Трекбол је користила четири диска да региструје кретање, по два за правце X и Y. Неколико ваљака је пружало механичку подршку. Када се лопта котрљала, дискови за подизање су се окретали и контакти на њиховом спољном ободу су правили периодичан контакт са жицама, производећи излазне импулсе при сваком померању лопте. Бројањем импулса могло се утврдити физичко кретање лопте. Дигитални компјутер је израчунао стазе и послао добијене податке другим бродовима у радној групи користећи радио сигнале модулације импулсног кода. Ова кугла за праћење користила је стандардну канадску куглу за куглање са пет чуњева. Изум није патентиран, јер је био тајни војни пројекат.

### Ингелбартов први „миш”
Дагласу Ингелбарту са Стенфордског истраживачког института (сада SRI Интернашонал) су признате заслуге у објављеним књигама Тјерија Бардинија, Пола Керуција, Хауарда Рајнголда и неколико других као проналазача компјутерског миша. Ингелбарт је такође препознат као такав у разним насловима читуља након његове смрти у јулу 2013.

## Технологија израде механизма
Најосновнија технологија за израду механизма који омогућује мишу да препозна помицање је заснована на електромеханици. Електронски део је састављен од два оптоизолатора (електронски склоп који се састоји од (диоде) која при проласку струје кроз њу емитује светлост тј. ЛЕД-а. Механички део је састављен од једне куглице која је израђена (најчешће) од тефлона и два зупчаника. Принцип рада је следећи: када померимо миша по некој релативно храпавој површини, куглица се покрене и „заврти“ зупчанике. Оптоизолатори региструју померање зупчаника и шаљу сигнал у електронски склоп који га даље претвара у сигнал разумљив рачунару и шаље му га.
Новија технологија за израду механизма који би регистровали помак миша по некој површини се заснива на оптици. Важно је напоменути да код ових нових мишева не постоје покретни делови. На његовој доњој страни су смештене две компоненте. Прва је ЛЕД диода која емитује светлост. Друга компонента је ЦЦД (специјална врста оптоелектричног интегрисаног кола) чип. Овај чип ради по принципу камере, само што се он пали и гаси у врло кратким временским размацима. Наиме, када оптичког миша ставимо на неку површину која идеално не одбија светлост и када га померамо, ЦЦД чип региструје те помераје. Разумљивим језиком речено, ЦЦД чип снима слику испод себе (коју осветљава ЛЕД диода) и при померању миша ЦЦД чип пореди слику са почетног положаја са сликом која се добила померањем и шаље то електронском склопу који проверава на коју је страну померен миш упоређујући добијене слике. Треба напоменути да се овај процес одвија веома брзо и да би требало да се одвија што брже може, да би се добила што боља прецизност.
Новија технологија је миш са ласерским зраком. Ради на принципу ласерских зрака, пошто је код оптичких био проблем са једнобојном подлогом која није имала детаља, а највећи проблем је била подлога црвене боје (јер је лед диода која осветљава подлогу такође црвена), те проблеме је решио ласер. Овом мишу није потребна спољашња светлост, пошто поседује ласер, светлост одређене таласне дужине, те није потребна посебна подлога, ради чак и на стаклу, потребно је да је стакло само мало упрљано. Ови мишеви функционишу на принципу мерења времена које је потребно да би се емитован ласерски зрак вратио примопредајнику. За одбијање ласера је довољно зрнце прашине или отисак прста на стаклу. Ови мишеви су прецизнији и бржи. Праве се у резолуцијама од 1000 до 2500 тпи (тачака по инчу), док су оптички ишли од 800 тпи, а куглични су максимално ишли до 520 тпи.
Ласерски мишеви су савршенији јер троше мање енергије, не светле (макар ми то оком не видимо), не прљају се, бржи су од класичних оптичких.

## Интерфејси за повезивање мишева на рачунар
У почетку је интерфејс био серијски, али се од 1997. године замењује за то специјалним портом чија ознака је ПС/2. Овај интерфејс је обично зелене боје тако да лако можемо препознати у који порт треба прикључити кабал од миша. У данашње време се производе и мишеви који се прикључују у USB порт (углавном су то оптички мишеви) јер је он универзалан и постоји на скоро свим данашњим рачунарима. Треба напоменути и да постоје мишеви који се не повезују кабловима са рачунаром. Наиме, они поседују „базу“ (назив за уређај који прима сигнале од миша) која је преко, горенаведених портова, повезана са рачунаром, а сам миш комуницира са базом преко инфрацрвених или радио-таласа. Значи, ипак се база мора каблом повезати на рачунар, док сам миш мора опет користити батерије да би могао слати сигнале ка бази.
У данашње време се производе искључиво бежични мишеви са радио-фреквентним преносом сигнала, илити РФ мишеви. Предност РФ мишева у односу на инфрацрвене (ИЦ), је та, што се РФ таласи пробијају кроз препреке и тако миш може да ради и у случају када је примо-предајник заклоњен неком свеском или цд-ом. Код ИЦ мишева је предност то што су јефтинији за производњу, али примо-предајник мора да буде „видљив“ мишу, пошто се ИЦ зраци одбијају од препрека и самим тим се веза између миша и примопредајника прекида, последица је да миш не ради док не добије повратну информацију од примопредајника.
Постоји и бежични миш без батерије, који има посебно конструисану подлогу, која је налик тач педу на лаптоп рачунарима. Она се повезује USB каблом на рачунар, а миш има металне клизаче којима клизи по подлози и тако се напаја. Не користи батерије али мора да буде на тој подлози да би радио.